# 7306 Паніцон
7306 Паніцон (7306 Panizon) — астероїд головного поясу, відкритий 6 березня 1994 року.
Тіссеранів параметр щодо Юпітера — 3,151.